# Кампочеразо-П.И.П. (Авелино)
Кампочеразо-П.И.П. је насеље у Италији у округу Авелино, региону Кампанија.
Према процени из 2011. у насељу је живело 86 становника. Насеље се налази на надморској висини од 296 м.